# The Naked and Famous
The Naked and Famous je alternativně elektronické duo (dříve skupina) z města Auckland na Novém Zélandu.
Skupinu založili v roce 2008 Thom Powers a Alixa Xayalith poté, co s hudebním inženýrem Aaronem Shortem, společným spolužákem z aucklendské hudební univerzity MAINZ, natočili dvě EP nazvané This Machine a No Light. Své jméno převzali z textu písně "Tricky Kid" britského zpěváka Trickyho, "everybody wants to be naked and famous" (tedy: každý chce být nahý a slavný), který je o ambivalentnosti v pojetí osobnosti.
Obě EP byla následně vydána lokálním vydavatelstvím Round Trip Mars. Powers a Xalyalith poté začali vystupovat v doprovodu Bena Knappa (basová kytara) a Jordana Clarka (bicí). Aaron Short kapelu doplňoval při veřejných vystoupeních. Knappa a Clarka po jejich odchodu, v roce 2009, vystřídali Jesse Wood (bicí) a David Beadle (basová kytara). Pětičlenná skupina společně vydala v roce 2010 své debutové album Passive Me, Aggressive You, po kterém následovalo album In Rolling Waves, vydané v pátek 13. září 2013.

## Historie

### Passive Me, Aggressive You(2009 — 2013)

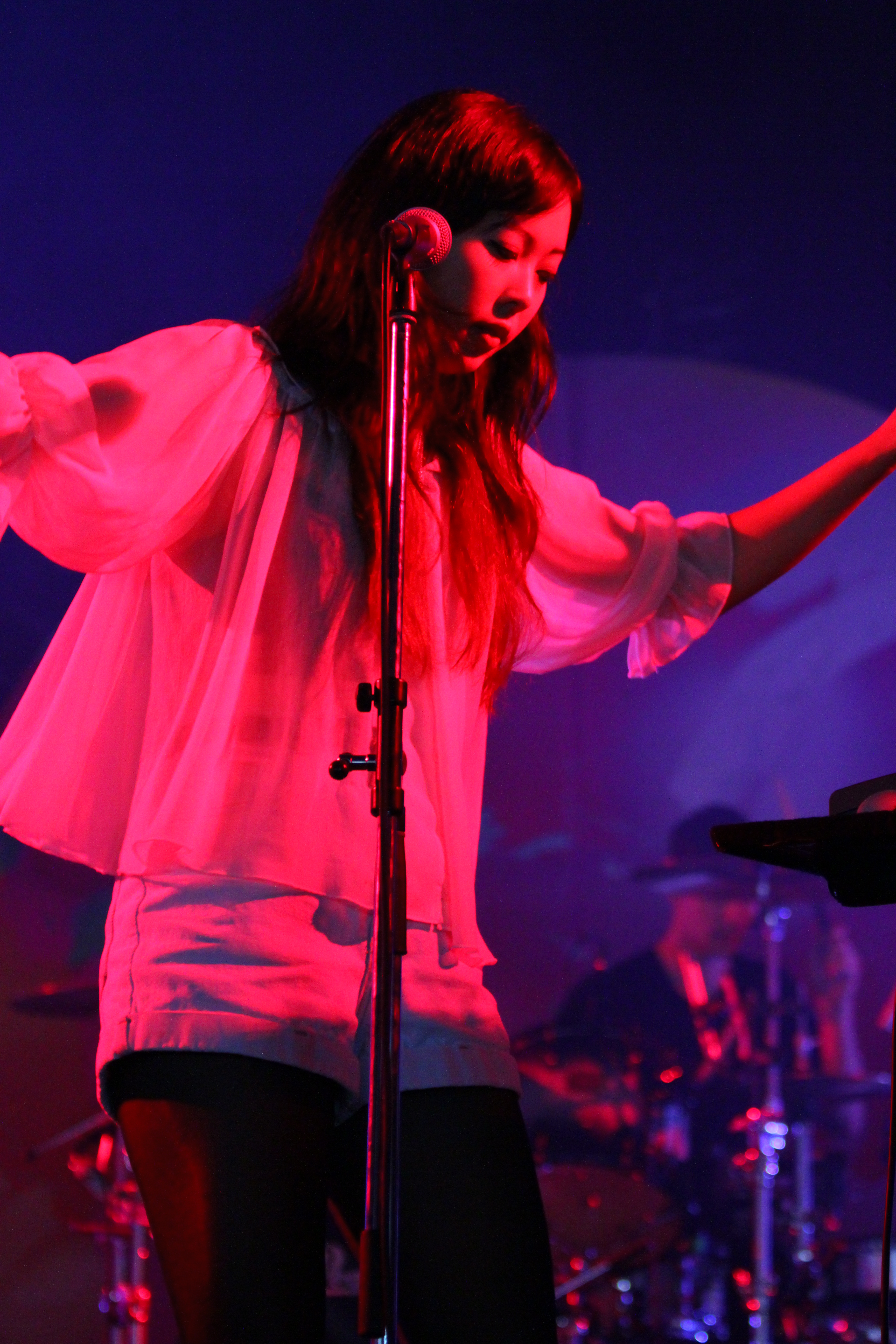
Alisa Xayalith, 2011

Po nahrání skladby s názvem "All of This", se skupina dohodla na vydání singlu, "Young Blood", a debutového alba, které se nahrávalo především v domácím prostředí a v aucklendském nahrávacím studiu, The Lab.
Skladba "Young Blood" se umístila na 1. místě novozélandského žebříčku, což se již tři roky nepovedlo žádné jiné novozélandské skupině. The Naked and Famous vydali své debutové album, Passive Me, Aggressive You, 6. září 2010 prostřednictvím svého vlastního hudebního vydavatelství, Somewhat Damaged. Producenty alba se stali Thom Powers a Aaron Short, mix alba obstaral Billy Bush.
6. prosince 2010 rozhlasová a televizní stanice BBC oznámila, že debutové album skupiny The Naked and Famous bylo nominováno na ocenění Sound of 2011.
V roce 2011 obdržela kapela 6 nominací na New Zealand Music Awards v kategoriích: Album roku, Singl roku, Nejlepší skupina, Průlomový umělec roku, Nejlepší alternativní album a People's Choice Award. Dále byli nominováni na cenu NZ On Air pro Nejlepší hudební videoklip a zvítězili v kategoriích Nejlepší inženýr a Nejlepší producent na udílení cen NZ Music Awards.
28. února 2013 skupina oznámila vydání záznamu koncertu z The Warfieldu v San Franciscu s názvem One Temporary Escape. 18. března 2013 byl záznam koncertu exkluzivně dostupný ke stažení zdarma.

### In Rolling Waves(2013)
Po odjetí turné, které skončilo uprostřed roku 2012, na podporu svého debutového alba se kapela usadila v Los Angeles. Dohromady, během let 2010 a 2012, vystupovali na více než 200 koncertech ve 24 zemích. Společně sdíleli domácnost v Laurel Canyone, kde také odstartovali práci na připravovaném druhém albu. Jejich záměrem bylo nahrát album, které by mohlo být hrané naživo, ne se stále spoléhat na doprovodné stopy - což je něco, čemu se skupina vždycky vyhýbala.
Nahrávat album In Rolling Waves začali v březnu roku 2013 v losangeleském Sunset Sound studiu ve spolupráci s hudebním inženýrem Billym Bushem (který mixoval také jejich předcházející album).
Nahrávací sezení byly dokončeny za měsíc a v červnu 2013 práce pokračovaly v Londýně, kde probíhal mixing. Mixu se ujal Alan Moulder, který pak s albem strávil měsíc ve studiu Assault and Battery. Mastering, který provedl Joe LaPorta, probíhal ve studiích Sterling Sound v New Yorku.
Producenty alba se stali Thom Powers a Aaron Short. Justin Meldal-Johnsen, společně s Thomem Powersem, na albu ko-produkoval dvě skladby.
23. července 2013 vyšel první singl z alba, "Hearts Like Ours", a zároveň bylo prozrazeno datum vydání alba In Rolling Waves.

## Členové skupiny
Současní členové

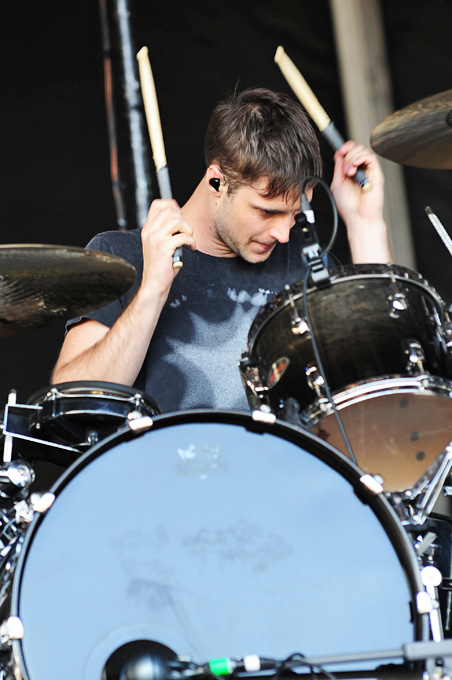
Jesse Wood, Southbound Festival 2012

- Alisa Xayalith — zpěv, klávesy (2008—dosud)
- Thom Powers (narozen jako Thomas Brading Powers[9][3]) — zpěv, kytara (2008—dosud)

Dřívější členové
- Ben Knapp — basa (2008—2009)
- Jordan Clark — bicí (2008—2009)
- Jeese Wood - Bicí (2009-2018)
- David Beadle - Basová kytara (2009-2020)
- Aaron Short - Klávesy (2008-2018)
- Luna Shadows - Klávesy (2018-2020)

## Diskografie

### EP
- This Machine (2008)
- No Light (2008)

### Studiová alba
- Passive Me, Aggressive You (2010)
- In Rolling Waves (2013)

## Ocenění a nominace
| Rok  | Organizace               | Nominace za                | Ocenění                     | Výsledek |
| ---- | ------------------------ | -------------------------- | --------------------------- | -------- |
| 2010 | APRA Silver Scroll       | "Young Blood"              |                             | Výhra    |
| 2010 | New Zealand Music Awards | Passive Me, Aggressive You | Cena kritiků                | Nominace |
| 2011 | New Zealand Music Awards | Passive Me, Aggressive You | MAINZ Nejlepší produkce     | Výhra    |
| 2011 | New Zealand Music Awards | Passive Me, Aggressive You | MAINZ Nejlepší inženýrství  | Výhra    |
| 2011 | New Zealand Music Awards | Passive Me, Aggressive You | Album roku                  | Výhra    |
| 2011 | New Zealand Music Awards | Passive Me, Aggressive You | Nejlepší alternativní album | Výhra    |
| 2011 | New Zealand Music Awards | "Young Blood"              | Singl roku                  | Výhra    |
| 2011 | New Zealand Music Awards | The Naked and Famous       | Nejlepší skupina            | Výhra    |
| 2011 | New Zealand Music Awards | The Naked and Famous       | Průlomový umělec            | Výhra    |
| 2011 | New Zealand Music Awards | The Naked and Famous       | People's Choice Award       | Nominace |
| 2011 | Taite Music Prize        | Passive Me, Aggressive You |                             | Nominace |